# Gadożer białopręgi
Gadożer białopręgi (Circaetus cinerascens) – gatunek dużego ptaka drapieżnego z rodziny jastrzębiowatych (Accipitridae), zamieszkujący Afrykę Subsaharyjską. Nie jest zagrożony wyginięciem.
TaksonomiaGatunek ten opisał Johann Wilhelm von Müller w 1851 roku, nadając mu nazwę Circaëtos cinerascens. Jako miejsce typowe wskazał Sennar (Sudan). Nie wyróżnia się podgatunków.

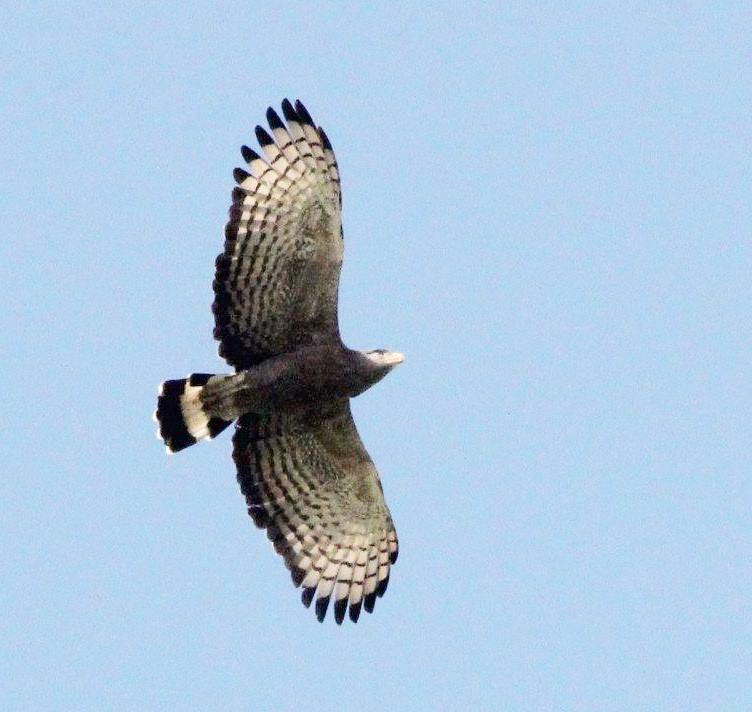
Gadożer białopręgi w locie

MorfologiaJest szaro-brązowy, z białymi paskami na brzuchu i udach. Policzki są jasnoszare, ogon czarny, nogi, dziób i oczy żółte. Sterówki mają czarne brzegi. Samice mają ciemniejsze ubarwienie od samców. Osobniki tego gatunku osiągają długość 55–58 cm, a rozpiętość ich skrzydeł wynosi 120–134 cm. Ich masa waha się w okolicach 1,1 kg.
Zasięg występowaniaGadożer białopręgi występuje w Afryce Subsaharyjskiej – od Senegambii na wschód po południowy Sudan i zachodnią Etiopię, a stamtąd na południe po Angolę, Namibię, Botswanę i Zimbabwe.
Ekologia i zachowaniePtaki te żyją w lasach i na sawannach urozmaiconych drzewami, w pobliżu rzek lub jezior, pomiędzy równoleżnikami 16°N a 19°S, głównie na wysokościach od 0 do 2000 m n.p.m. Żywią się gryzoniami, płazami, rybami, jaszczurkami, żółwiami i wężami. Okres godowy trwa przez cały rok, choć gody są nasilone w okresie od grudnia do kwietnia. Samice składają jedno jajo.
StatusMiędzynarodowa Unia Ochrony Przyrody (IUCN) uznaje gadożera białopręgiego za gatunek najmniejszej troski (LC – Least Concern) nieprzerwanie od 1988 roku. Gatunek ten opisywany jest jako lokalnie pospolity. Liczebność światowej populacji prawdopodobnie mieści się bliżej dolnej granicy przedziału 10 000 – 100 000 osobników. Trend liczebności populacji uznaje się za spadkowy ze względu na wycinkę nadrzecznych lasów.